# دوبلن (ناحیه)
دوبلن (به آلمانی: Landkreis Döbeln) یک ناحیه در آلمان است که در زاکسن واقع شده‌است. دوبلن ۷۰٬۵۳۳ نفر جمعیت دارد.